# Президентская кампания Сергея Бабурина (2018)
Президентская кампания Сергея Николаевича Бабурина — предвыборная кампания кандидата в президенты от партии «Российский общенародный союз» на выборах президента России 2018 года. Кампания была объявлена 4 октября 2017 года на пресс-конференции президиума Центрального совета партии «Российский общенародный союз». По итогам выборов Бабурин набрал 479 013 голосов (0,65 %), заняв 8-е место.

## Выдвижение
4 октября 2017 года Сергей Бабурин был объявлен кандидатом в президенты на пресс-конференции президиума Центрального совета партии «Российский общенародный союз». В ноябре 2017 года Бабурин был одним из кандидатов, выдвинутых Левым фронтом как единый кандидат от левой оппозиции. По результатам голосования на сайте Левого фронта Бабурин набрал 138 голосов. 

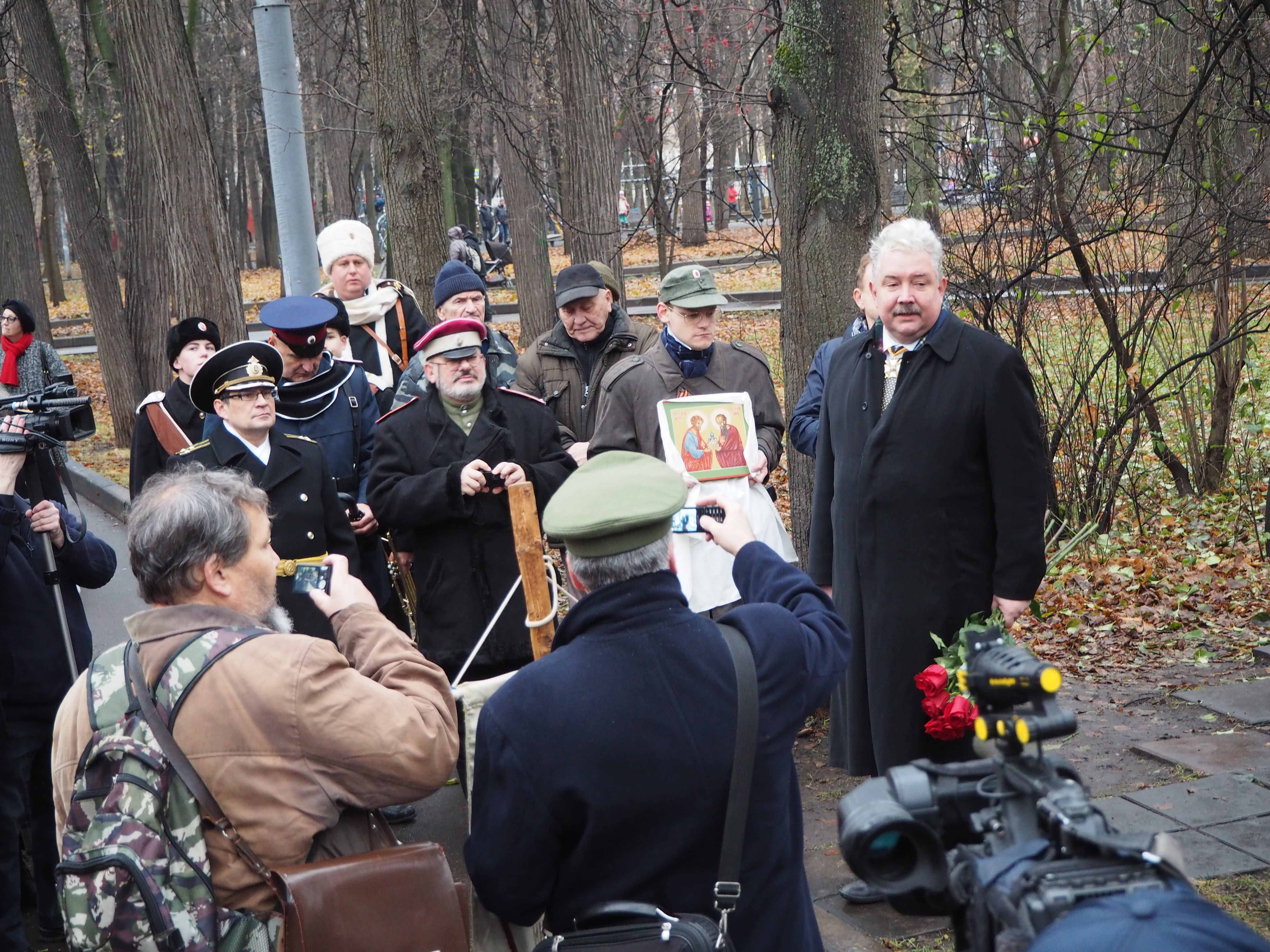
Бабурин во время акции памяти героев Первой мировой войны, 11 ноября 2017 г.

Официально Сергей Бабурин был выдвинут кандидатом в президенты России на съезде партии 22 декабря 2017 года. 24 декабря 2017 года Бабурин подал регистрационные документы в ЦИК РФ, но на следующий день ЦИК отклонил заявку Бабурина, поскольку были выявлены противоречия в данных, которые представили по 18 из 48 уполномоченным. 29 декабря 2017 года Бабурин снова подал документы, и они были одобрены ЦИК.
«Российский общенародный союз» начал сбор подписей 9 января 2018 года; подписи были собраны в 56 субъектах России. В поддержку Бабурина было собрано более 128 тысяч подписей. 30 января 2018 года Бабурин передал подписи в ЦИК. При проверке было выявлено лишь 3,28 % недействительных подписей, в связи с чем Сергей Бабурин был допущен к участию в президентских выборах.

## Предвыборная программа
3 февраля 2018 года Бабурин опубликовал свою предвыборную программу под названием «Русский выбор», состоящая из 8 пунктов:
- Бедность народа – позор власти!: в социальной сфере основное внимание будет уделено законодательным мерам по борьбе с растущей бедностью и вопиющим имущественным неравенством граждан, а именно:  поддержке наименее защищенных слоев населения путем незамедлительного, кратного увеличения минимального уровня оплаты труда; обеспечению адекватной индексации пенсий; введению нормативов минимальных расходов государственного бюджета на финансирование культуры, науки, образования и здравоохранения, а также минимального уровня оплаты труда работников этих отраслей. В частности будут приняты срочные меры по регулированию банковской системы, отмене частной собственности на природные ресурсы, беспрепятственному и бесплатному пользованию дорогами, парковками, мостами, причалами, водоёмами и курортами.
- Бесплатно учить и лечить – социальная обязанность государства: отмена ЕГЭ и проведённых Правительством и Министерством образования и науки реформ, лишающих страну кадрового потенциала для технологического прорыва, восстановление профессионально-технического образования, введение государственного регулирования цен на лекарства для малообеспеченных и пенсионеров, ужесточение законодательства в сфере оборота алкогольной и табачной продукции, введение экологического налога на вредные производства, выплата надбавок жителям загрязненных регионов на восстановительное лечение.
- Уютно в каждом доме – безопасно и комфортно в стране: усиление народного контроля над состоянием жилищного фонда, принятие мер по сдерживанию роста тарифов естественных монополий, который ведет к удорожанию жилищно-коммунальных услуг, внедрение энергоэффективных и энергосберегающих технологий, наряду с модернизацией традиционной энергетики, кардинальное усиление ответственности организаций и специалистов, занятых обеспечением нормальной жизнедеятельности сферы ЖКХ, жёсткий государственный контроль за деятельностью управляющих компаний, ограничение их всевластия по отношению к жильцам, создание условий для повышения эффективности работы системы ЖКХ, принятие срочных государственных мер по недопущению техногенных катастроф на объектах изношенной инфраструктуры, финансирование системы мероприятий, направленных на обновление структуры объектов жизнеобеспечения населения.
- Сильная экономика – гарантия стабильности государства: привязка российского рубля к оценке природных богатств России — нефти, газа, леса, металлов, стимулирование развития малого и среднего бизнеса в сфере материального производства и услуг, приоритетное развитие отечественным компаниям с опорой на национальный капитал, окончательный отказ от принципов спекулятивной биржевой экономики, решение проблемы признания мировым сообществом Крыма частью России, изменение репрессивного характера российской налоговой системы на прогрессивный.
- Конституционная реформа – принципиальное условие движения вперед: реформа направлена на изменение существующей политической системы, укрепление и развитие всех ее институтов, совершенствование правовой базы и практики проведения выборов на всех уровнях с учётом исторических традиций и национальных особенностей России.
- Миграционные процессы — под честный и прозрачный контроль государства: сдерживание насыщения национального рынка труда путем установления периодических временных мораториев на привлечение неквалифицированной иностранной рабочей силы на предприятия торговли, общественного питания, строительства, транспорта и ЖКХ, приоритет и защита прав переселяющихся в Россию соотечественников, создание реальной системы мер их социальной защиты и адаптации, социальные гарантии любому работающему, в том числе мигрантам, законно прибывшим на территории России, введение уголовной ответственности работодателей за использование труда нелегальных мигрантов.
- Развиваем международные содружества – укрепляем Россию: во внешней политике ожидается, что будет сосредоточение на укреплении геополитических позиций России на евразийском континенте, чтобы способствовать развитию Крыма как законной территории России. Для того, чтобы парламентские меры для укрепления и дальнейшего развития Союзного государства в Беларуси и России и Евразийского экономического союза, укрепить ведущую роль России в рамках Шанхайской организации сотрудничества и БРИКС. Особое место занимает проблема Русского мира, прежде всего в зоне конфликта в Донецке, Луганске и Приднестровье.
- Духовно-нравственное очищение российского общества: в сфере культуры необходимо рассмотреть необходимые законодательные инициативы, направленные на: возрождение и развитие культур и языков всех братских народов России на основе общих духовных ценностей русского национального менталитета, опоры на всемирное наследие; сохранение культурного наследия и лучших национальных традиций, накопленных Россией за всю историю её существования с учётом советского и постсоветского периода; усиление государственной поддержки профессионального искусства и художественной самодеятельности, учреждений культуры всех уровней; расширение деятельности по сохранению и реставрации объектов культурного наследия дореволюционной и советской эпох, памятников, православных центров, способствующих духовному возрождению нации.

## Результаты
Сергей Бабурин проиграл выборы, набрав 0,65 % и, тем самым, заняв последнее место. Наибольшее количество голосов Бабурин получил в Чечне (1,18 %) и в Омской области (1,13 %).
Бабурин назвал итоги выборов «чудесами», с которыми надо будет разбираться позже. Однако в то же время он не подверг сомнению победу Путина и порадовался тому, что миллионы людей сделали «русский выбор».

Результаты Сергея Бабурина на президентских выборах в России 2018 года